# Lisa Klein
Lisa Klein (Saarbrücken, 15 luglio 1996) è una ciclista su strada e pistard tedesca che corre per il team Embrace The World.
Attiva come Elite/Under-23 dal 2015, nel 2021 si è laureata campionessa olimpica nell'inseguimento a squadre su pista, facendo segnare insieme alle compagne Franziska Brauße, Lisa Brennauer e Mieke Kröger il nuovo record del mondo della specialità, in 4'04"242. Attiva anche su strada, è specialista delle cronometro e ha vinto due titoli mondiali, uno nel 2018 nella cronometro a squadre (con il team Canyon-SRAM) e uno nel 2021 nella staffetta mista a squadre (con la Nazionale tedesca).

È laureata in scienze politiche. Ha iniziato da poco a lavorare nel campo della moda. 

## Palmarès

### Strada
- 2014 (Juniores)

Campionati tedeschi, Prova in linea Junior
Campionati tedeschi, Prova a cronometro Junior
- 2017 (Cervélo-Bigla Pro Cycling, due vittorie)

Campionati tedeschi, Prova in linea Elite
Prologo Giro della Toscana Femminile-Memorial Michela Fanini (Campi Bisenzio, cronometro)
- 2018 (Canyon SRAM Racing, una vittoria)

Prologo Festival Elsy Jacobs (Cessange > Cessange, cronometro)
- 2019 (Canyon SRAM Racing, sette vittorie)

Classifica generale Healthy Ageing Tour
4ª tappa Thüringen Ladies Tour (Gotha > Gotha)
Campionati tedeschi, Prova a cronometro Elite
Prologo BeNe Ladies Tour (Utrecht > Utrecht, cronometro)
2ª tappa, 2ª semitappa BeNe Ladies Tour (Watervliet > Watervliet, cronometro)
Classifica generale BeNe Ladies Tour
3ª tappa Holland Ladies Tour (Nijverdal > Nijverdal)
- 2021 (Canyon SRAM Racing, tre vittorie)

Prologo BeNe Ladies Tour (Utrecht > Utrecht, cronometro)
2ª tappa, 2ª semitappa BeNe Ladies Tour (Knokke-Heist > Knokke-Heist, cronometro)
Classifica generale BeNe Ladies Tour

#### Altri successi
- 2017 (Cervélo-Bigla Pro Cycling)

Classifica giovani Healthy Ageing Tour
Classifica giovani Festival Elsy Jacobs
Classifica giovani Ladies Tour of Norway
- 2018 (Canyon SRAM Racing)

Classifica giovani Healthy Ageing Tour
Classifica giovani BeNe Ladies Tour
Campionati del mondo, Cronosquadre
- 2020 (Canyon SRAM Racing)

Campionati europei, Staffetta a squadre (con la Nazionale tedesca)
- 2021 (Canyon SRAM Racing)

Campionati del mondo, Staffetta a squadre (con la Nazionale tedesca)

### Pista
- 2013

Campionati tedeschi, Scratch
- 2016

Campionati tedeschi, Inseguimento individuale
- 2018

Campionati tedeschi, Omnium
- 2021

Giochi olimpici, Inseguimento a squadre (con Franziska Brauße, Lisa Brennauer e Mieke Kröger)
- 2022

1ª prova Coppa delle Nazioni, Inseguimento a squadre (Glasgow, con Franziska Brauße, Mieke Kröger e Laura Süßemilch)
Campionati europei, Inseguimento a squadre (con Franziska Brauße, Mieke Kröger e Lisa Brennauer)

## Piazzamenti

### Grandi Giri
- Giro d'Italia

2017: 59ª
2020: 74ª
2023: ritirata (7ª tappa)
- Vuelta a España

2023: 106ª

### Competizioni mondiali
- Campionati del mondo su strada

Toscana 2013 - In linea Junior: 11ª
Ponferrada 2014 - Cronometro Junior: 12ª
Ponferrada 2014 - In linea Junior: 5ª
Doha 2016 - Cronosquadre: 3ª
Doha 2016 - In linea Elite: 80ª
Bergen 2017 - Cronosquadre: 3ª
Bergen 2017 - In linea Elite: 50ª
Innsbruck 2018 - Cronosquadre: vincitrice
Yorkshire 2019 - Staffetta mista: 2ª
Yorkshire 2019 - Cronometro Elite: 5ª
Yorkshire 2019 - In linea Elite: 49ª
Fiandre 2021 - Cronometro Elite: 7ª
Fiandre 2021 - Staffetta mista: vincitrice
Fiandre 2021 - In linea Elite: 66ª
Glasgow 2023 - Staffetta mista: 3ª
- Campionati del mondo su pista

Glasgow 2013 - Inseguimento a squadre Junior: 5ª
Seul 2014 - Inseguimento individuale Junior: 2ª
Pruszków 2019 - Inseguimento individuale: 3ª
Pruszków 2019 - Inseguimento a squadre: 6ª
Berlino 2020 - Inseguimento individuale: 4ª
Berlino 2020 - Inseguimento a squadre: 3ª
Berlino 2020 - Americana: 10ª
Glasgow 2023 - Inseguimento individuale: 6ª
Glasgow 2023 - Inseguimento a squadre: 7ª
Ballerup 2024 - Inseguimento a squadre: 2ª
- Giochi olimpici

Tokyo 2020 - Cronometro: 13ª
Tokyo 2020 - Inseguimento a squadre: vincitrice
Tokyo 2020 - Americana: 12ª
Parigi 2024 - Inseguimento a squadre: 6ª

### Competizioni europee
- Campionati europei su strada

Plumelec 2016 - Cronometro Elite: 14ª
Plumelec 2016 - In linea Elite: 34ª
Herning 2017 - Cronometro Under-23: 3ª
Herning 2017 - In linea Under-23: 5ª
Brno 2018 - Cronometro Under-23: 2ª
Brno 2018 - In linea Under-23: 9ª
Glasgow 2018 - In linea Elite: 48ª
Alkmaar 2019 - Staffetta mista: 2ª
Alkmaar 2019 - Cronometro Elite: 2ª
Alkmaar 2019 - In linea Elite: 3ª
Plouay 2020 - Cronometro Elite: 9ª
Plouay 2020 - In linea Elite: ritirata
Plouay 2020 - Staffetta mista: vincitrice
Trento 2021 - Cronometro Elite: 4ª
Trento 2021 - In linea Elite: ritirata
Monaco di Baviera 2022 - Cronometro Elite: 23ª
Monaco di Baviera 2022 - In linea Elite: 81ª
Drenthe 2023 - Cronometro Elite: 12ª
Drenthe 2023 - Staffetta mista Elite: 3ª
Drenthe 2023 - In linea Elite: ritirata
Limburgo 2024 - Cronometro Elite: 11ª
Limburgo 2024 - Staffetta mista Elite: 2ª
- Campionati europei su pista

Anadia 2013 - Velocità a squadre Junior: 2ª
Anadia 2013 - Omnium Junior: 4ª
Anadia 2014 - Corsa a punti Junior: 2ª
Anadia 2014 - Omnium Junior: 4ª
Atene 2015 - Inseguimento a squadre Under-23: 2ª
Atene 2015 - Corsa a punti Under-23: 10ª
Grenchen 2015 - Inseguimento a squadre: 8ª
Grenchen 2015 - Corsa a eliminazione: 10ª
Berlino 2017 - Inseguimento individuale: 8ª
Berlino 2017 - Inseguimento a squadre: 8ª
Apeldoorn 2019 - Inseguimento a squadre: 2ª
Apeldoorn 2019 - Americana: 10ª
Monaco di Baviera 2022 - Inseguimento a squadre: vincitrice
Grenchen 2023 - Inseguimento a squadre: 3ª
Apeldoorn 2024 - Inseguimento a squadre: 3ª
Heusden-Zolder 2025 - Inseguimento a squadre: 2ª